# 阪急伊丹線

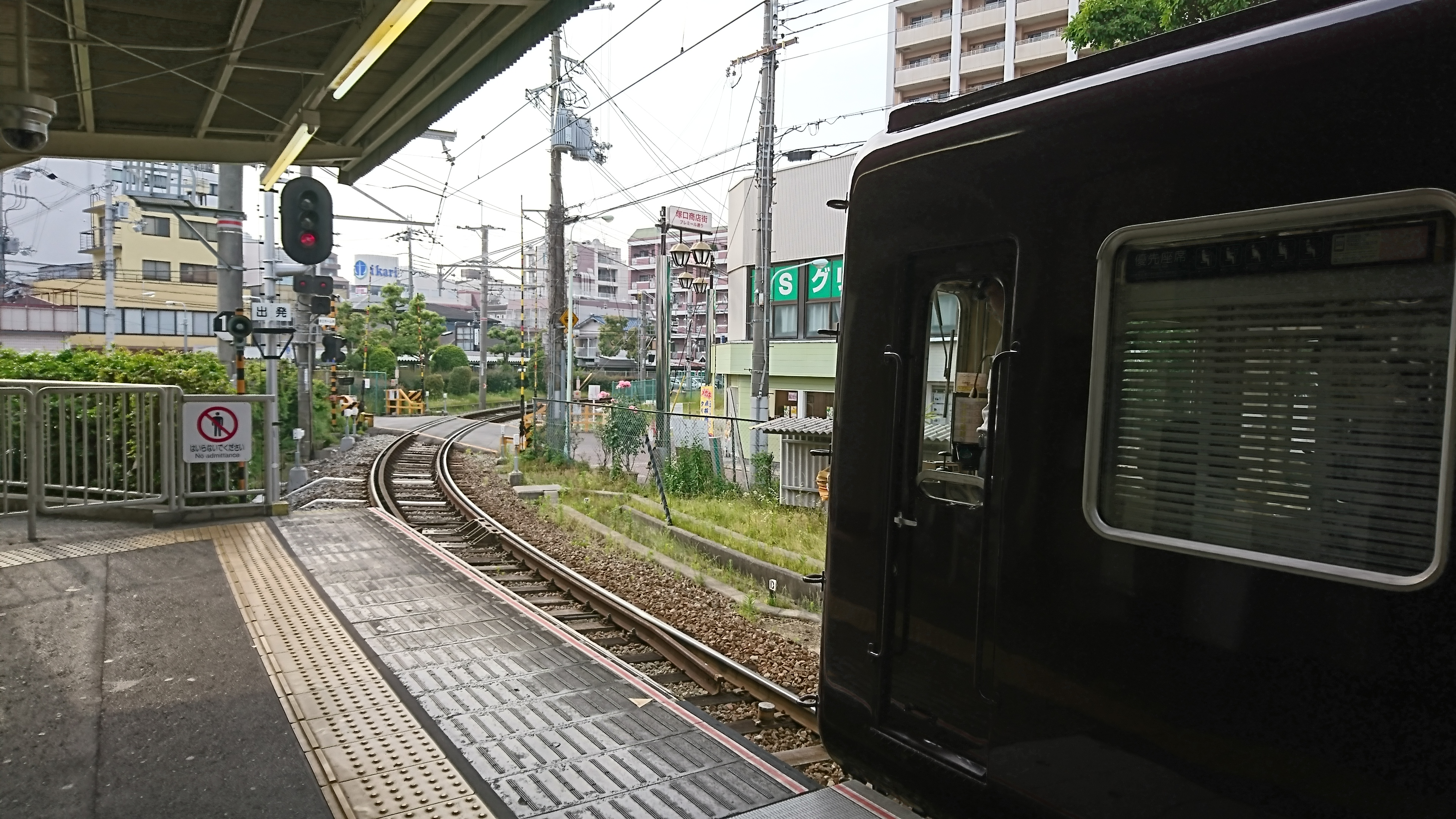
塚口駅から稲野方面の様子。半径60mのカーブは阪急の鉄道路線では最も急である

伊丹線（いたみせん）は、兵庫県尼崎市の塚口駅から伊丹市の伊丹駅までを結ぶ阪急電鉄の鉄道路線である。駅ナンバリングで使われる路線記号はHK。

## 概要
福知山線（JR宝塚線）と並行しているが、こちらの方が伊丹市の中心地に近い。JR宝塚線は尼崎市・伊丹市内では工業地帯の中を走るが、阪急伊丹線の塚口駅から新伊丹駅までの周辺は住宅地で、落ちつきのある場所に立地する。塚口駅構内にある15km/h制限のカーブと、伊丹駅南方にある緩いカーブ以外はほぼ全線が直線となっており、伊丹駅付近のみ高架構造である。終点の伊丹駅では駅ビルの3階に発着し、周辺は高層マンション、ビルなどに囲まれている。
なお戦前は、神戸本線に対する支線ということで、「伊丹支線」の表記も見られた。

### 路線データ
- 路線距離（営業キロ）：3.1km
- 軌間：1435mm
- 駅数：4駅（起終点駅含む）
- 複線区間：全線（ただし阪急塚口駅構内のみ単線）
- 電化区間：全線電化（直流1500V）
- 閉塞方式：自動閉塞式
- 最高速度：70km/h[1]
- 車両基地：西宮車庫

## 運行形態・車両
塚口駅 - 伊丹駅間の線内折り返し運転のみで、神戸本線との直通運転はない。昼間は10分間隔、平日朝ラッシュ時は5 - 7分間隔、平日夕ラッシュ時は7 - 8分間隔、土休日夜間は12分間隔で運行される。
全列車が4両編成で運行され、車両は西宮車庫所属の6000系と7000系が主に使用される。日中は2編成、ラッシュ時は3編成が運用される。
塚口駅構内で当線から神戸本線上り大阪梅田方に線路が繋がっており、西宮車庫へ車両を引き上げる際には、一旦神戸本線に入りスイッチバックをして同駅構内（大阪梅田方）の渡り線を使用して西宮車庫へ向かう。なお、同駅東側の兵庫県道13号尼崎池田線との立体交差工事中は神戸本線上の渡り線が撤去されたため、同線から西宮車庫へ車両を引き上げる際は園田駅まで行き折り返していたが、渡り線復活後の2006年10月28日のダイヤ改正時に塚口駅渡り線による折り返しが再開された。
1998年4月14日、同線を走行中の5200系車両 (5201F) が伊丹 - 新伊丹を走行中に床下から出火し走行不能となったため、同じく同線で運用中の3100系車両 (3159F) が牽引して8両編成の状態で西宮車庫へ向かうトラブルがあった。

## 歴史
阪急電鉄の前身である阪神急行電鉄が、1920年に神戸本線と同時に開業させた。
もともと神戸本線は、伊丹および東光寺（門戸厄神）付近を通る現在の山陽新幹線に近いルートでの敷設を予定していたが、小林一三の意向により阪神間を短距離で結べる塚口駅・西宮北口駅経由へ変更となったため、伊丹への連絡を図るための代替線として敷設されたものである。
開業時は単線で、後の1924年に開業した甲陽線とともに票券閉塞を行っていたが、戦時中の1943年に輸送力増強のため複線化された。戦時中に資材供給のために単線化された嵐山線とは対照的である。
- 1920年（大正9年）7月16日：塚口駅 - 伊丹駅間が開業。
- 1921年（大正10年）5月10日：稲野駅開業。
- 1935年（昭和10年）3月1日：新伊丹駅開業。
- 1943年（昭和18年）2月1日：全線複線化。
- 1967年（昭和42年）10月8日：架線電圧を600Vから1500Vに昇圧。
- 1968年（昭和43年）11月9日：伊丹駅高架化。同時に現在地に移転。
- 1978年（昭和53年）3月10日：全線を軌道法に基づく軌道から地方鉄道法に基づく鉄道に変更。
- 1982年（昭和57年）2月8日：同日のダイヤ改正で全車両大型化（3ドア車）。
- 1995年（平成7年）
  - 1月17日：阪神・淡路大震災で伊丹駅が倒壊。全線不通に[2]。
  - 1月21日：塚口駅 - 新伊丹駅間が運転再開[2]。
  - 3月11日：伊丹駅の400m南に伊丹仮駅を設置し新伊丹駅 - 伊丹仮駅間の営業再開[2]。伊丹仮駅 - 伊丹駅間は休止。
- 1998年（平成10年）11月21日：伊丹駅再建により伊丹仮駅 - 伊丹駅間単線で営業再開。
- 1999年（平成11年）3月6日：複線運転再開。震災後4年で被災地の鉄道が完全復旧[3][4]。
- 2013年（平成25年）12月21日：全駅に駅ナンバリング導入[5][6]。
- 2024年（令和6年）3月23日：初発よりワンマン運転を実施[7]。

## 延伸計画
1923年、阪神系列の宝塚尼崎電気鉄道（尼宝電鉄）が尼崎 - 西大島 - 宝塚間の鉄道免許を取得した。当初のルートは阪急伊丹線から離れた武庫川沿いであったが、後に、伊丹市街地を通るルートに変更を申請した。これは伊丹線にかなり近いルートであり、阪急ではこれへの牽制として、伊丹線を延伸する形となる塚口 - 尼崎間3.8kmと伊丹 - 宝塚間7.2kmの軌道特許を翌1924年5月19日に取得した。
しかし、尼宝電鉄の路線は着工はされたものの途中で中止され、道路（兵庫県道42号尼崎宝塚線）に転用された（現在阪神は同ルートを、阪神バス尼崎宝塚線（宝塚線）として運行中）。阪急の伊丹線延伸線は着工されることはなかった。軌道特許は廃止されることもなく存続されていたが、2005年2月23日に阪急が工事施行認可申請を取り下げ、軌道特許が失効した。
これ以外に能勢電鉄妙見線の延伸計画で乗り入れ構想もあったが、用地買収が困難なため、断念している。

### 関係会社による代行輸送
阪急電鉄が鉄道敷設を計画していた宝塚 - 有馬間の路線免許を取得した宝塚有馬自動車（現在の阪急バス）は、先述の阪急伊丹線や宝塚尼崎電気鉄道など、伊丹を中心とした鉄道の新線計画に対応するため、1928年6月、阪急宝塚から姥茶屋、阪急伊丹を経て伊丹植松間の路線免許を得たほか、1929年5月には伊丹・川西呉服橋間の営業を開始するなどして、阪急電鉄や能勢電鉄の計画線の代行輸送機関としての役割を果たしつつ、阪急沿線の路線拡張をはかっていった。阪急伊丹・阪急宝塚間の計画線の代行輸送機関の役割を担う、同社・大鹿線（宝塚 - 大鹿 - 阪急伊丹間の8.7km）は、その後、阪急バスの伊丹宝塚線（阪急伊丹 - 安倉 - 阪急宝塚系統）として運行されたが、1971年1月に廃止された。廃止代替路線として空港宝塚線（蛍池 - 大阪国際空港 - 阪急宝塚）が開設されたが、2023年11月に廃止された。

## 駅一覧
- 全駅兵庫県内に所在。駅番号は2013年12月21日より導入[5][6]。

| 駅番号 | 駅名     | 駅間 営業キロ | 累計 営業キロ | 接続路線            | 所在地 |
| ------ | -------- | ------------- | ------------- | ------------------- | ------ |
| HK-06  | 塚口駅   | -             | 0.0           | 阪急電鉄： 神戸本線 | 尼崎市 |
| HK-18  | 稲野駅   | 1.4           | 1.4           |                     | 伊丹市 |
| HK-19  | 新伊丹駅 | 0.8           | 2.2           |                     | 伊丹市 |
| HK-20  | 伊丹駅   | 0.9           | 3.1           |                     | 伊丹市 |

- 阪急伊丹駅から福知山線（JR宝塚線）の伊丹駅へは直線距離で東に650m離れている。